# 紫金山二號彗星
60P/紫金山（60P/Tsuchinshan），通常稱為紫金山2號，是南京紫金山天文台在1965年1月11日發現的一顆太陽系內的短週期彗星，其軌道週期為6.79年。Tsuchinshan是威妥瑪拼音的音譯，對應拼音"Zĭjīn Shān"，這是漢語普通話中"紫金山"的意思。
它是中國南京紫金山天文台在1965年1月11日發現的，亮度估計為非常微弱的15等。以橢圓軌道計算得出的近日點日期為1965年2月9日，軌道週期為6.69年。 亞利桑那大學的伊麗莎白·羅默爾使用154釐米的卡塔琳娜反射望遠鏡成功地將這顆彗星重新定位，修正後的計算預測下一個近日點將在1971年11月28日。在1978年、1985年、1991-1992年和1998-1999年也都觀察到這顆彗星。
2012年，這顆彗星的峰值約為視星等16.3。這顆彗星將在2077年12月29日以0.068 AU（10,200,000 km；6,300,000 mi）的距離掠過火星。

## 外部連結
- Orbital simulation Archive.today的存檔，存档日期2012-12-13 from JPL (Java) / Horizons Ephemeris （页面存档备份，存于）
- 60P/Tsuchinshan 2 （页面存档备份，存于） – Seiichi Yoshida @ aerith.net
- Elements and Ephemeris for 60P/Tsuchinshan – Minor Planet Center
- 60P at Kronk's Cometography （页面存档备份，存于）
- 60P with UGC 6510 (2019-Jan-10)

| 週期彗星                   | 週期彗星       | 週期彗星                       |
| -------------------------- | -------------- | ------------------------------ |
| 前一顆彗星 59P/Kearns–Kwee | 紫金山二號彗星 | 後一顆彗星 61P/Shajn–Schaldach |
| 週期彗星列表               |                |                                |